# Clasificación de lana

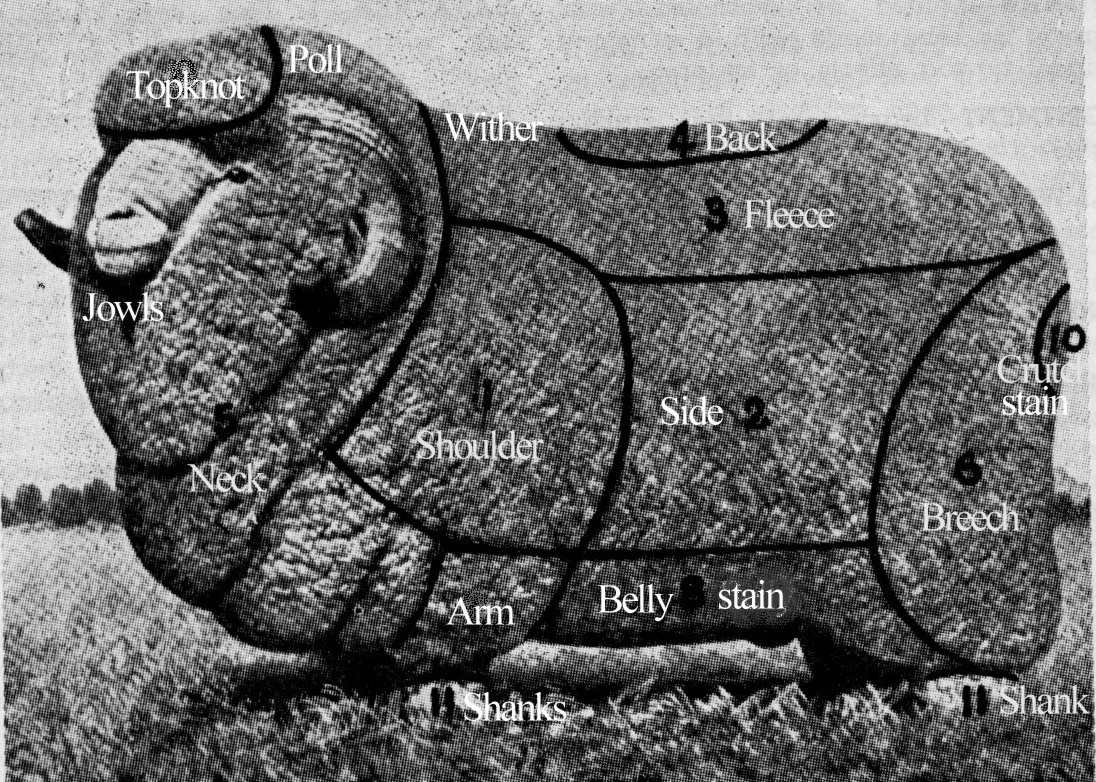
Partes de un vellón de merino

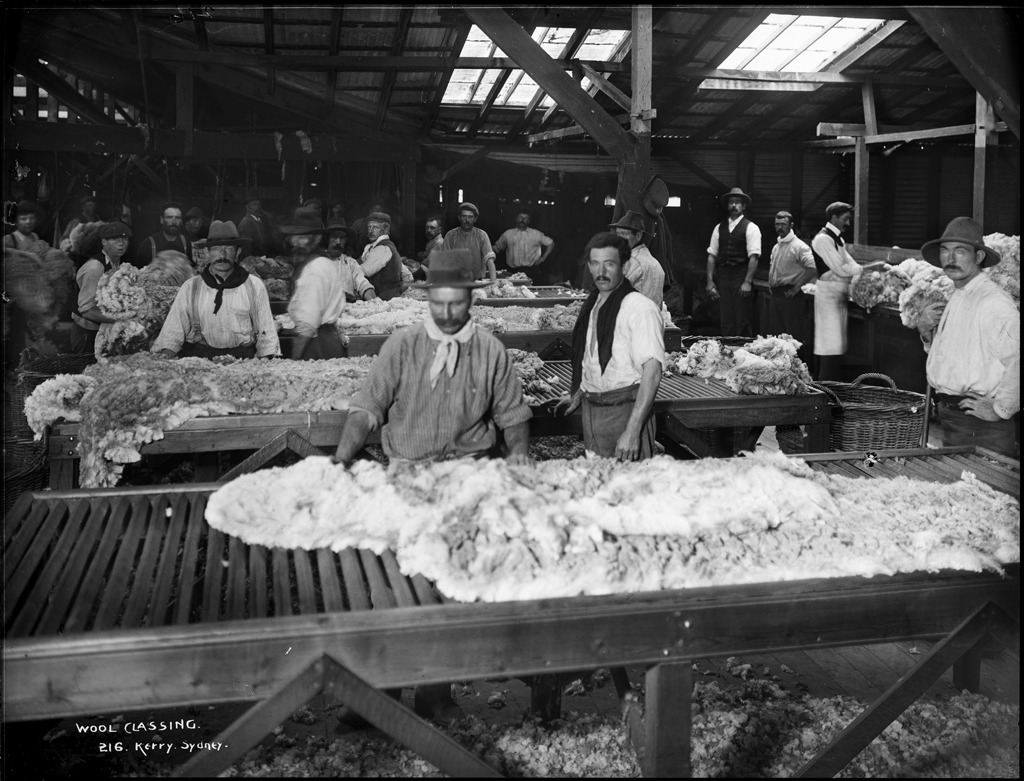
Clasificación de lana en Australia, cerca de 1900

La clasificación de lana es la producción de líneas de lana uniformes, predecibles y de bajo riesgo , llevada a cabo mediante el examen de las características de la lana en su estado bruto y su clasificación. La clasificación de la lana la realiza una persona certificada para desempeñarse como clasificador de lana.

## Base para la clasificación
Algunas de las cualidades que un clasificador de lana examina son:
- Raza de la oveja : la muda de razas aumentará el riesgo de fibras meduladas o pigmentadas. Cualquier oveja que pueda tener fibras oscuras debe esquilarse en último lugar para evitar la contaminación. La edad de las ovejas también influirá en el diámetro y el valor de las fibras de lana.
- Uso de productos químicos : si se han respetado las normas sobre el tema.
- Marcas , papada cutre y canilla : Deben quitarse de los vellones y romperse.
- Manchas : Deben quitarse de la panza y vellones e identificarse en una línea separada.
- Capacidad de hilado : el número de dobleces por unidad de longitud a lo largo de la fibra indica aproximadamente la capacidad de hilado de la lana. Las fibras con un rizado fino tienen muchas curvas y suelen tener un diámetro pequeño. Estas fibras se pueden hilar en hilos finos , con grandes longitudes de hilo para un peso dado de lana y un valor de mercado más alto. Las fibras finas se pueden utilizar en la producción de prendas finas , como los trajes de hombre, mientras que las fibras más gruesas se pueden utilizar para la fabricación de alfombras y otros productos resistentes. La unidad de medida es rizos por pulgada o rizos por centímetro. El diámetro medio o el diámetro medio de la fibra se mide en micrómetros. Antes del advenimiento de la tecnología para medir rizos y diámetros, los manipuladores de lana ingleses clasificaron la lana en función de su finura mediante la estimación de la capacidad de hilado mediante la visión y el tacto, que se conoce como el sistema Bradford .[4]
- Resistencia (también conocida como resistencia a la tracción ): determina la capacidad de la lana para resistir el procesamiento. La lana más débil produce más desperdicio en el cardado y el hilado, y puede usarse para la producción de fieltro o combinarse con otras fibras.
- Color : Indica si la lana se puede teñir en tonos claros. El color se puede clasificar según el color natural, las impurezas y las diversas manchas presentes. La lana muy manchada reduce drásticamente los precios. Sin embargo, es difícil evaluar el color con precisión sin una medición adecuada, ya que algunas manchas desaparecen durante el procesamiento, mientras que otras son bastante persistentes.

## Procedimiento
El vellón se bordea para eliminar el exceso de suciedad, semillas, rebabas, etc. para dejarlo más limpio posible. La lana extraída de diferentes partes de una oveja se clasifica por separado. El vellón que forma la mayor parte del rendimiento se coloca con otra lana de vellón como línea principal, mientras que otras piezas como el cuello, el vientre y el zócalo (lana inferior desde los bordes) se venden para usos donde se requieren lanas más cortas (por ejemplo, rellenos , alfombras, aislamiento). Si bien en algunos lugares el rizado puede determinar en qué grado se colocará el vellón, esta evaluación subjetiva no siempre es confiable y los procesadores prefieren que las lanas sean medidas objetivamente por laboratorios calificados. Algunos de los productores de lana extrafina realizan pruebas de lana en el cobertizo, pero esto solo se puede utilizar como guía. Esto permite a los clasificadores colocar la lana en líneas de una calidad constante. Una mano de cobertizo, conocido como prensador de lana, coloca la lana en paquetes de lana aprobados en una prensa de lana para producir un fardo de lana que debe cumplir con las regulaciones relativas a sus cierres, longitud, peso,y la marca si se va a vender en una subasta en Australasia . Toda la lana de vellón merino vendida en una subasta en Australia se mide objetivamente en función del diámetro de la fibra, el rendimiento (incluida la cantidad de materia vegetal), la longitud de la fibra, la resistencia de la misma y, a veces, el color.